# 獅子座81
獅子座81，又名BD+17 2356，HD 99285、SAO 99601、HR 4408，是獅子座的一颗恒星，视星等为5.57，位于銀經236.75，銀緯67.45，其B1900.0坐标为赤經11h 20m 23.5s，赤緯+17° 67.45′ 23″。